# Nekane Díez
Nekane Díez Tapia (Baracaldo, País Vasco, España; 13 de agosto de 1991), conocida solo como Nekane, es una exfutbolista española. Jugaba de delantera y pasó la mayoría de su carrera en el Athletic Club.
Llegó al Athletic en 2007 y  debutó por el primer equipo del Athletic en la victoria por 4-0 sobre el ŽNK Krka por la Copa Femenina de la UEFA 2007-08. Fue la tercera máxima goleadora de la edición 2010-11 de la liga española.
Anunció su retiro en mayo de 2023.

## Selección nacional
Nekan jugó por la selección del País Vasco en 2008 contra Chile sub-20.

## Clubes
| Club          | País   | Año       |
| ------------- | ------ | --------- |
| CD Mariño KK  | España | 2006-2007 |
| Athletic Club | España | 2007-2023 |

## Palmarés

### Títulos nacionales
| Título                     | Club            | País   | Año     |
| -------------------------- | --------------- | ------ | ------- |
| Primera División de España | Athletic Bilbao | España | 2015-16 |